# رابطه جنسی در دوران بارداری

چند شیوه آمیزش جنسی در هنگام بارداری

اکثر زنان می توانند در دوران حاملگی به فعالیت‌های جنسی، از جمله آمیزش جنسی ادامه دهند. اکثر تحقیقات نشان می‌دهد که در دوران حاملگی هم میل جنسی و هم آمار روابط جنسی کاهش می‌یابد.

## کاهش و افزایش میل جنسی
بسیاری از تحقیقات نشان داده است که در مدت بارداری میل و فرکانس روابط جنسی کاهش پیدا می‌کند. برخی از مطالعات نشان می‌دهد کاهش میل جنسی در سه‌ماهه اول و سوم است و افزایش آن در سه‌ماهه دوم، با این حال این الگو جهانی نیست. تعداد زیادی از زنان گزارش کرده‌اند در تمام مدت بارداری تمایل به برقراری رابطه جنسی داشته‌اند.

## خطرات
رابطه جنسی در دوران حاملگی یک رفتار کم خطر محسوب می‌شود به جزء زمانی که پزشک توصیه می‌کند که ممکن از مقاربت جنسی منجر به زایمان زودرس یا پارگی رحم شود. رابطه جنسی در بعضی از بارداری‌ها ممکن است منجر به عوارض جدی بارداری یا مسائل مرتبط به سلامت شود. چنین تصمیم‌گیری ممکن است به دلیل سابقه مشکلات در زایمان قبلی باشد.

## فواید روانی
برخی از تحقیقات روانشناسی در سال‌های ۱۹۸۰ تا ۱۹۹۰ ادعا می‌کنند که داشتن روابط جنسی برای زنان حامله مفید است. این تحقیقات به طور خاص اشاره دارد داشتن فعالیت جنسی در دوران حاملگی و احساس رضایت از آن در ارتباط با احساس شادی از حامله شدن است. همچنین مقاربت جنسی به عنوان یک راه برای القاء زایمان پیشنهاد می‌شود.

## پیشگیری از پره اکلامپسی
شواهد احتمالی برای قرار گرفتن در معرض مایع منی شریک جنسی به عنوان پیشگری از پره اکلامپسی، عمدتاً به دلیل جذب چند عامل تعدیل سیستم ایمنی توسط منی، وجود دارد.

## محافظت از جنین توسط مایع آمونیوتیک
در طول دوران حاملگی، مایع آمنیوتیک در رحم مادر و دهانه رحم زن از جنین در مقابل فشار حین دخول محافظت می‌کند.

## مقاربت جنسی بعد از بارداری
مقاربت جنسی پس زایمان زمانی شروع می‌شود که زن و شوهر هر دو آمادگی داشته باشند. با این حال اکثر زوج‌های آمریکایی تا ۶ هفته پس از زایمان صبر می‌کنند. در صورتی هر گونه نگرانی باید با پزشک خود مشورت کنید.